# Amancio Ortega
Amancio Ortega Gaona (phát âm tiếng Tây Ban Nha: [aˈmanθjo orˈteɣa ɣaˈona], sinh ngày 28 tháng 3 năm 1936) là một trùm tư bản, doanh nhân người Tây Ban Nha. Ông là sáng lập viên, cựu giám đốc của công ty thời trang Inditex mà nổi bật nhất là thương hiệu quần áo và phụ kiện Zara.
Amancio là doanh nhân bán lẻ có giàu nhất trên thế giới.

## Tiểu sử
- Blanco, Xabier; Salgado, Jesús (2004). Amancio Ortega, de cero a Zara: El primer libro de investigación sobre el imperio Inditex. Esfera de los Libros. tr. 271. ISBN 978-8-497-34167-7.